# Москаленское сельское поселение
Москаленское се́льское поселе́ние — муниципальное образование в Марьяновском районе Омской области Российской Федерации.
Административный центр — посёлок Москаленский.

## География
Москаленское сельское поселение находится на юге Западной Сибири в Омской области. Является административной единицей Марьяновского района и расположено в 77 км к западу от Омска.
Территория Москаленского сельского поселения расположена в зоне лесостепи. Общая площадь составляет 38 048 га, сельскохозяйственных угодий — 31 025 га, пашни — 26 730 га, остальная площадь занята лесами, сенокосами и строениями. Поселение находится в 5 часовом поясе. Высота посёлка Москаленский над уровнем океана — 105 м, расстояние до северного полюса 3 890 км, до южного — 6 110 км.

## История
Статус и границы сельского поселения установлены Законом Омской области от 30 июля 2004 года № 548-ОЗ «О границах и статусе муниципальных образований Омской области».

## Население
| 2009  | 2010  | 2011  | 2012  | 2013  | 2014  | 2015  |
| ----- | ----- | ----- | ----- | ----- | ----- | ----- |
| 4073  | ↘3961 | ↘3954 | ↗3989 | ↘3960 | ↗3994 | ↗4013 |
| 2016  | 2017  | 2018  | 2019  | 2020  | 2021  | 2023  |
| ↗4018 | ↗4021 | ↘3987 | ↘3928 | ↘3888 | ↘3681 | ↘3632 |

## Состав сельского поселения
| № | Населённый пункт                 | Тип населённого пункта          | Население |
| - | -------------------------------- | ------------------------------- | --------- |
| 1 | Домбай                           | аул                             | 403       |
| 2 | Лесногорский                     | посёлок                         | 110       |
| 3 | Москаленский                     | посёлок, административный центр | 2468      |
| 4 | Нейдорф                          | деревня                         | ↘205      |
| 5 | Отделение № 2 совхоза Российский | населённый пункт                | 114       |
| 6 | Отделение № 3 совхоза Российский | населённый пункт                | 412       |
| 7 | Отделение № 5 совхоза Российский | населённый пункт                | 196       |
| 8 | Питомник                         | посёлок                         | 53        |

## Местное самоуправление
Адрес администрации: 646045, Омская область, Марьяновский район, п. Москаленский, ул. Озёрная 